# Relations entre l'Arménie et l'Union européenne
Les relations entre l'Arménie et l'Union européenne se déroulent dans le cadre de la politique européenne de voisinage. L'accord de partenariat et de coopération, signé en 1996 et entré en vigueur en 1999, sert de cadre légal à ces relations. L'Arménie fait partie du partenariat oriental de l'UE, dès son inauguration en 2009. En 2018 un accord de partenariat global et renforcé entre en vigueur. 
En 1999 l'Arménie signe le traité de Rome sans toutefois le ratifier, pour des raisons de droit constitutionnel. La Cour constitutionnelle du pays déclare en 2024 que ces obstacles sont levés depuis l'adoption par l'Arménie d'une nouvelle constitution en 2015. Le 1er février 2024 l'Arménie entérine officiellement le statut de Rome et devient membre de la Cour pénale internationale, condition sine qua non pour adhérer à l'UE. Quelques semaines plus tard, un accord sur la facilitation d'obtention des visas est signé entre l'Arménie et l'UE. 
En mars 2024 l'Arménie évoque à plusieurs reprises, par le biais de son ministre des Affaires étrangères, Ararat Mirzoian, et par celui du président du Parlement arménien, Alen Simonian, son souhait de devenir officiellement candidate à l'entrée dans l'UE. Ce processus semble s'être accéléré depuis l'attribution officielle de pays candidat à la Géorgie voisine en  décembre 2023. 